# (110289) Dufu
(110289) Dufu est un astéroïde de la ceinture principale.

## Description
(110289) Dufu est un astéroïde de la ceinture principale. Il fut découvert le 23 septembre 2001 à l'Observatoire Desert Eagle par William Kwong Yu Yeung. Il présente une orbite caractérisée par un demi-grand axe de 3,19 UA, une excentricité de 0,15 et une inclinaison de 15,3° par rapport à l'écliptique.
Il est nommé d'après le poète chinois Du Fu.

## Compléments